# José Federico Finó
José Federico Finó (Santa Fe, 30 de julio de 1907-Buenos Aires, 28 de noviembre de 1977) fue un docente y bibliotecario argentino.

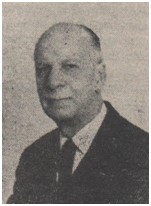
José Federico Finó

## Biografía
Nació en la provincia de Santa Fe, donde realizó sus estudios primarios para luego radicarse junto con su familia en la ciudad de París. Allí obtuvo el título de bachiller en Ciencias y Letras en el año 1923.
Se desempeñó en la Biblioteca Nacional de Argentina donde tuvo a su cuidado la sala “Pedro de Negri”, con fondos de la colección de libros donada por los herederos del bibliófilo entre los años 1934 y 1937.
Entre los años 1943 y 1957 fue director de la Biblioteca de la Unión Industrial Argentina, mientras alternaba con la docencia como profesor de historia del libro en la Escuela del Museo Social Argentino y en la Escuela Nacional de Bibliotecarios de Buenos Aires.
Desde 1957 hasta 1967 fue designado funcionario de la UNESCO, donde realizó tareas en la División de Bibliotecas, Archivos y Documentación.
De regreso a Buenos Aires, fue contratado para dirigir el Centro de Documentación Internacional en el año 1968.
Entre sus obras se destacan: Elementos de bibliotecología (1940), Los estudios del bibliotecario (1944), Encabezamientos de entes colectivos (1944), Guía de bibliotecas argentinas especializadas (1949), Manual de bibliotecología para bibliotecas populares en colaboración con Juan Albani, Carlos Víctor Penna y Josefa Emilia Sabor; Tratado de bibliología: historia y técnica de producción de los documentos (1954) en colaboración con Luis Hourcade.
También colaboró redactando artículos en la prensa argentina, tales como: el diario La Nación, La Ilustración Argentina, Anales Gráficos, Boletín de la Comisión Protectora de Bibliotecas Populares, Revista de Educación de la Plata, Boletín de la Academia Argentina de Letras, Revista de la Universidad de Córdoba, revista Universidad del Litoral.